# De Ondergedoken Camera

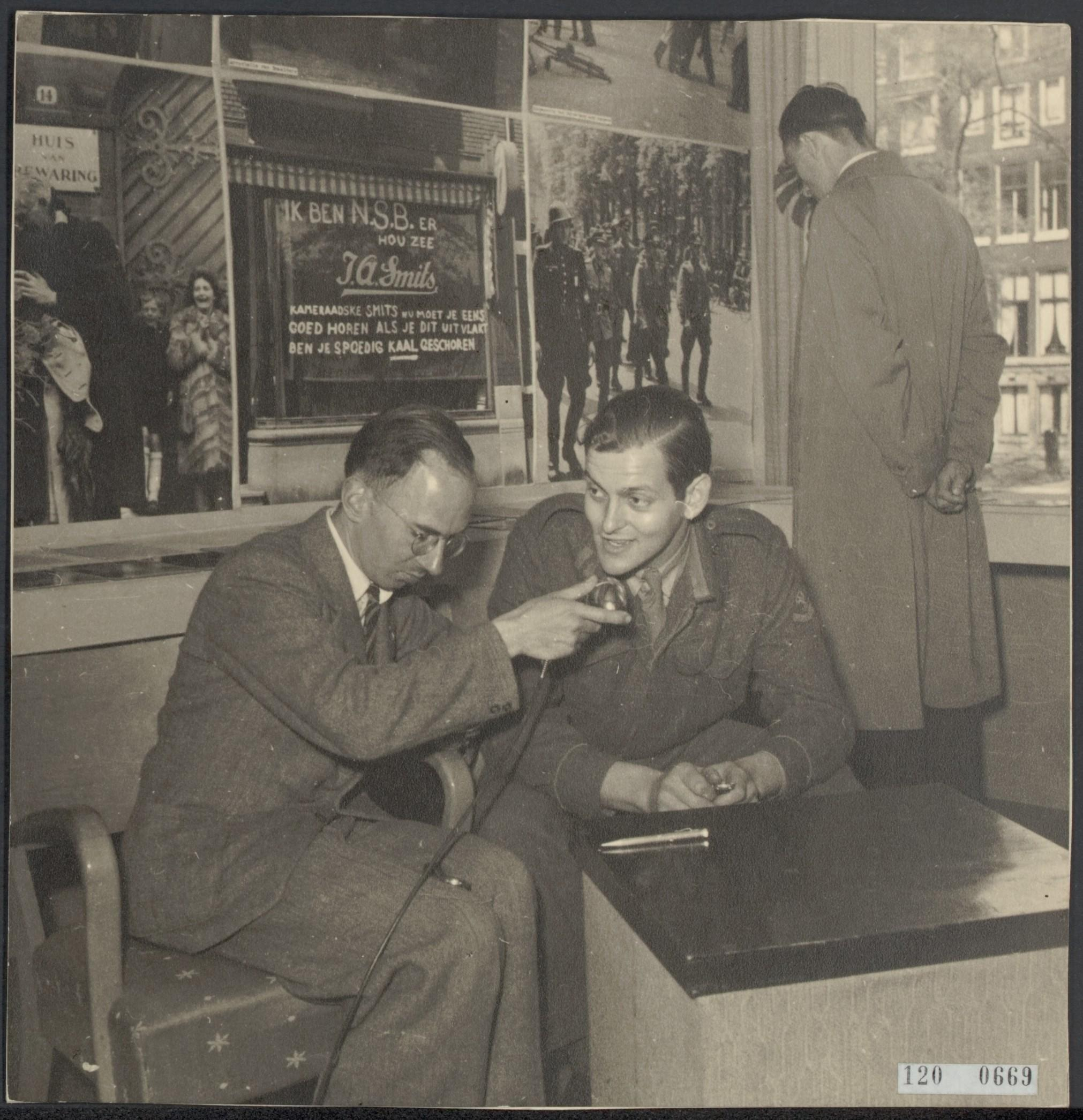
Tentoonstelling De Ondergedoken Camera in 1945. Interview met verzetsstrijder en medeoprichter Tonny van Renterghem

De Ondergedoken Camera (oorspronkelijk Nederland Archief voor film en foto) is een groep Amsterdamse fotografen die verzetswerk verrichtten tijdens de Tweede Wereldoorlog door de Duitse bezetting van Nederland te documenteren.

## Geschiedenis
De groep ontstond op Dolle Dinsdag, toen de fotograaf Fritz Kahlenberg en de verzetsman Tonny van Renterghem besloten om de naderende bevrijding van Amsterdam in foto's vast te leggen. Ze werkte vanuit het verzetsbolwerk Michelangelostraat 36 in Amsterdam-Zuid en omvatte zowel professionele fotografen als amateurs. Het doel was hun capaciteiten in te zetten om de bezetting te documenteren. Omdat fotograferen was verboden, werkten zij onder zeer moeilijke omstandigheden. Voor hun eigen veiligheid bleven ze vaak anoniem voor elkaar en kenden ze elkaar soms alleen bij hun schuilnaam.
Met de grootst mogelijke logistieke problemen als het ontbreken van materiaal en beperkte stroom – waardoor carbidlampen ingezet moesten worden en een centrale donkere kamer werd ingericht – lukte het hen om veel op de foto vast te leggen. De fototoestellen werden vaak verborgen onder de jas of ingebouwd in boodschappentassen of aktetassen met een gaatje voor de lens. Vooral de vrouwelijke leden konden onopvallend te werk gaan met een boodschappentas die geen argwaan wekte.
Ook konden foto's gemaakt worden van Duitse soldaten. Arrestaties van verzetsmensen en dergelijke konden gebruikt worden door het verzet en doorgegeven worden aan de geallieerden.

### Leden
Bij de verzetsgroep waren onder anderen de volgende fotografen aangesloten:
- Emmy Andriesse
- Paul Bessem
- Carel Blazer
- Charles Breijer
- Violette Cornelius
- Cobie Douma
- Fritz Kahlenberg
- Ingeborg Kahlenberg-Wallheimer
- Marius Meijboom
- Cas Oorthuys
- Wiel van der Randen
- Tonny van Renterghem
- Hans Sibbelee
- Krijn Taconis
- Ad Windig

### Na de oorlog
Hun werk leverde duizenden foto's op, waarvan een deel direct na de bevrijding van 4 tot 21 juni 1945 werd tentoongesteld in het atelier van Marius Meijboom aan de Keizersgracht onder de titel De Ondergedoken Camera. Het is deze tentoonstelling waaraan de Amsterdamse verzetsgroep zijn naam is gaan ontlenen. In 1946 was de tentoonstelling in steden door heel Nederland te zien geweest. In 1947 werd de tentoonstelling Amsterdam tijdens de Hongerwinter georganiseerd met fotografie van de Ondergedoken Camera rond de Hongerwinter.
In 2025 erkende Nederlandse Unesco Commissie de collectie van 8000 foto's van de Ondergedoken Camera als Nederlands documentair werelderfgoed. Deze foto's worden beheerd door het Maria Austria Instituut, het Nederlands Fotomuseum, het NIOD en de Universitaire Bibliotheken Leiden.